# Eucithara pulchra
Eucithara pulchra é uma espécie de gastrópode do gênero Eucithara, pertencente à família Mangeliidae.